# 태양광 돛단배
태양광 돛단배(Solar sails 또는 light sails 또는 photon sails)은 대형 반사판(거울)에 우주 널리 퍼지는 태양이 발하는 태양광의 광자등에 의한 복사압(radiation pressure)을 사용하여 우주선을 추진하는 방법이다. 1980년대부터 태양광의 추진력과 항법을 테스트하기 위한 많은 우주 비행 임무가 제안되었었다. 이 기술을 사용한 최초의 우주선은 2010년 발사된 일본의 이카로스(IKAROS)로 알려져있다.
태양광에의한 우주 항해에 대한 유용한 비유는 돛을 달고있는 범선일 수 있다. 거울에 힘을 가하는 빛은 바람에 날리는 돛과 같다. 이러한 태양이 발하는 고에너지 레이저 빔은 빔 항해로 알려진 개념인 태양광의 빛(광자 등을 포함)을 사용하여 가능한 것보다 훨씬 더 큰 힘을 우주에서 발휘하는 대체 광원으로 사용될 수 있다. 태양광 항해선( 또는 태양광 돛단배)은 긴 작동 수명과 함께 저비용 및 저전력 작동의 가능성을 제공한다. 움직이는 부품이 거의 없고 추진제를 사용하지 않기 때문에 잠재적으로 운항 및 운송 페이로드 (payload) 전달에 여러 번 사용할 수 있도록 설계가 용이할 것이다.

## 나사 태양광 돛단배
|                                                                                                |
| (예시)돛을 펴고 있는 버팀대를 보여주는 0.5km 태양 돛 (광원이 없는쪽 방향의 나사(NASA) 이미지 ) |

## 같이 보기
- 스타트램
- 우주 엘리베이터